# The Devil's Bleeding Crown
"The Devil's Bleeding Crown" den første single fra det danske heavy metalband Volbeats sjette studiealbum Seal the Deal & Let's Boogie, der udkommer 3. juni 2016. Sangen nåede nummer 1 på Billboards mainstream rockliste som den femte af gruppens singler.

## Baggrund
Den første halvdel af sangen blev spillet første gang under en koncert i San Antonio. Sangen blev spillet første gang i fuld længde ved gruppens koncert i Tusindårsskoven i Odense den 1. august 2015. Volbeat havde med vilje havde gemt til koncerten i Danmark.
Gruppen spillede det live flere gange ved forskellige koncerter, for at finde ud af om nummeret fungerede godt, inden de indspillede det i studiet. Sangen blev indspillet i Hansen Studios i Ribe, ligesom resten af albummet og gruppens tidligere udgivelser.

## Musikvideo
I første omgang, blev der udgivet en musikvideo med teksten til sangen den 13. april 2016.
En måned senere, den 13. maj, blev der offentliggjort en ny musikvideo, der er instrueret af Plastic Kid (Jakob Printzlau), som også har instrueret videoerne til "16 Dollars", "Cape of Our Hero" og "Lonesome Rider". Videoen blev annonceret samtidig med, at gruppen offentliggjorde at Kaspar Boye Larsen blev deres nye bassist. Boye Larsen medvirker også i videoen, der optaget i et gammelt hus, som skulle rives ned. I videoen ses en stor samling mennesker, der holder fest. Festen eskalerer og bliver vildere og vildere. På et tidspunkt ankommer en voodoodoktor i form af sort mand med et kranie malet på ansigtet og en høj hat.

## Spor
| #  | Titel                        | Længde |
| -- | ---------------------------- | ------ |
| 1. | "The Devil's Bleeding Crown" | 3:58   |

## Hitlister
| Hitliste (2016)                        | Højeste placering |
| -------------------------------------- | ----------------- |
| Østrig (Ö3 Austria Top 40)             | 61                |
| Tyskland (Official German Charts)      | 81                |
| US Hard Rock Digital Songs (Billboard) | 3                 |
| US Hot Rock Songs (Billboard)          | 25                |
| US Mainstream Rock (Billboard)         | 1                 |
| US Rock Airplay (Billboard)            | 16                |
| US Rock Digital Songs (Billboard)      | 20                |

## Medvirkende
- Michael Poulsen – vokal, guitar
- Rob Caggiano – leadguitar, rytmeguitar
- Jon Larsen – trommer
- Kaspar Boye Larsen - bas